# Playa de San Julián (Liendo)
La playa de San Julián está situada en el municipio de Liendo, en la Comunidad Autónoma de Cantabria, España.